# Марини, Томмазо
Томмазо Марини (итал. Tommaso Marini, род. 17 апреля 2000, Анкона) — итальянский фехтовальщик-рапирист, серебряный призёр летних Олимпийских игр 2024 года, чемпион Европейских игр, четырёхкратный чемпион Европы. Участник летних Олимпийских игр 2024 года.

## Биография
На чемпионате Европы 2022 года в Анталье в индивидуальном соревновании рапиристов стал серебряным призёром, а в командном турнире стал чемпионом. В финале индивидуального турнира уступил своему соотечественнику Даниэле Гароццо.
В Каире на чемпионате мира 2022 года стал чемпионом в командном турнире и завоевал серебряную медаль в индивидуальном турнире. В финале индивидуального соревнования проиграл французу Энцо Лефору.
В 2023 году на Европейских играх в Кракове стал чемпионом в командных соревнованиях рапиристов.
В 2024 году на чемпионате Европы в Базеле стал бронзовым призёром командного турнира рапиристов и чемпионом в индивидуальном первенстве. В финале обыграл своего соотечественника Алессио Фокони.
В июле 2024 года на летних Олимпийских играх в Париже, в командных соревнованиях выиграл серебряную медаль в составе итальянской команды рапиристов.
На чемпионате Европы 2025 года в Генуе в индивидуальных соревнованиях рапиристов завоевал бронзовую медаль. В командных соревнованиях стал чемпионом Европы. 